# 卡爾納霍羅韋
47°6′52″N 30°52′31″E / 47.11444°N 30.87528°E
卡爾納霍羅韋（烏克蘭語：Карнагорове）是位於烏克蘭西南部的村莊，由敖德萨州贝雷济夫卡区的貝雷濟夫卡市鎮負責管轄。該村始建於1860年，面積1.48平方公里，海拔高度68米，2001年人口134，人口密度每平方公里90.48人。